# Bad Religion
Bad Religion je ameriška punk rock skupina, prvotno formiran v Južni Kaliforniji, leta 1979. Začetno zasedbo so sestavljali Jay Bentley (bas kitara), Greg Graffin (vokal), Brett Gurewitz (kitare), in Jay Ziskrout (bobni). Skupina je bila zaslužna za večkratno oživljanje punk rocka v poznih osemdesetih. Služili so tudi kot zgled mnogim ostalim punk in rock izvajalcem skozi celotno kariero. V sedemindvajsetih letih je skupina večkrat spremenila zasedbo, edini konstantni član je vokalist Greg Graffin.
Predvsem so znani po razgledani uporabi stila, metafor, slovnice, vokalnih in prikazovalnih harmonij, tako pri prikazovanju osebnih občutkov kot sporočilih o družbeni odgovornosti. Kljub imenu Bad Religion (angleško Slaba (napačna) religija) njihova besedila izražajo bolj vprašanja o bistvenosti in svobodi kot religiji ali ateizmu v običajnejšem pomenu besede.

## Glasba
Do danes so Bad Religion izdali 14 studijskih albumov, dva podaljšana singla, tri združene albume, eno ploščo s posnetki v živo, in 2 DVDja. Leta 1988 so posneli album Suffer, ki je eden najbolj prodajanih punk albumov sploh, čeprav ni bil na lestvicah. Popularnost Bad religion je zrasla leta 1994 z albumom Stranger Than Fiction, ki je vseboval popularna hita "21st Century (Digital Boy)" in "Infected", ki sta stalnici na koncertih. Med Gurewitzovim odhodom v 1994 in povratkom v 2001 Bad Religion niso dosegli veliko komercialnega uspeha in slaba prodaja plošč se je nadaljevala do izida albuma The Process of Belief v 2002. Njihov najnovejši album, New Maps of Hell je izšel leta 2007.

### Studijski albumi
| Leto | Album                        | Mesto na ameriški lestvici | Vokal        | Kitare         | Kitare      | Kitare      | Bas kitara  | Bobni                         |
| ---- | ---------------------------- | -------------------------- | ------------ | -------------- | ----------- | ----------- | ----------- | ----------------------------- |
| 1982 | How Could Hell Be Any Worse? | Neuvrščen                  | Greg Graffin | Brett Gurewitz |             |             | Jay Bentley | Pete Finestone / Jay Ziskrout |
| 1983 | Into the Unknown             | Neuvrščen                  | Greg Graffin | Brett Gurewitz |             |             | Paul Dedona | Davy Goldman                  |
| 1988 | Suffer                       | Neuvrščen                  | Greg Graffin | Brett Gurewitz | Greg Hetson |             | Jay Bentley | Pete Finestone                |
| 1989 | No Control                   | Neuvrščen                  | Greg Graffin | Brett Gurewitz | Greg Hetson |             | Jay Bentley | Pete Finestone                |
| 1990 | Against the Grain            | Neuvrščen                  | Greg Graffin | Brett Gurewitz | Greg Hetson |             | Jay Bentley | Pete Finestone                |
| 1992 | Generator                    | Neuvrščen                  | Greg Graffin | Brett Gurewitz | Greg Hetson |             | Jay Bentley | Bobby Schayer                 |
| 1993 | Recipe for Hate              | #14 (Heatseekers)          | Greg Graffin | Brett Gurewitz | Greg Hetson |             | Jay Bentley | Bobby Schayer                 |
| 1994 | Stranger Than Fiction        | #87                        | Greg Graffin | Brett Gurewitz | Greg Hetson |             | Jay Bentley | Bobby Schayer                 |
| 1996 | The Gray Race                | #56                        | Greg Graffin |                | Greg Hetson | Brian Baker | Jay Bentley | Bobby Schayer                 |
| 1998 | No Substance                 | #78                        | Greg Graffin |                | Greg Hetson | Brian Baker | Jay Bentley | Bobby Schayer                 |
| 2000 | The New America              | #88                        | Greg Graffin |                | Greg Hetson | Brian Baker | Jay Bentley | Bobby Schayer                 |
| 2002 | The Process of Belief        | #49                        | Greg Graffin | Brett Gurewitz | Greg Hetson | Brian Baker | Jay Bentley | Brooks Wackerman              |
| 2004 | The Empire Strikes First     | #40                        | Greg Graffin | Brett Gurewitz | Greg Hetson | Brian Baker | Jay Bentley | Brooks Wackerman              |
| 2007 | New Maps of Hell             | #35                        | Greg Graffin | Brett Gurewitz | Greg Hetson | Brian Baker | Jay Bentley | Brooks Wackerman              |
| 2010 | The Dissent of Man           |                            | Greg Graffin | Brett Gurewitz | Greg Hetson | Brian Baker | Jay Bentley | Brooks Wackerman              |